# Vοreiοanatοliko akrο Kritis
Vοreiοanatοliko akrο Kritis este o arie protejată (arie de protecție specială avifaunistică — SPA) din Grecia întinsă pe o suprafață de 3.714,32 ha, integral pe uscat.

## Localizare
Centrul sitului Vοreiοanatοliko akrο Kritis este situat la coordonatele 35°15′22″N 26°15′09″E / 35.256055°N 26.252391°E.

## Înființare
Situl Vοreiοanatοliko akrο Kritis a fost declarat arie de protecție specială avifaunistică în octombrie 1987 pentru a proteja 53 de specii de animale.

## Biodiversitate
Situată în ecoregiunea mediteraneană, aria protejată nu include niciun habitat protejat.
La baza desemnării sitului se află mai multe specii protejate de  păsări (53): fluierar de munte (Actitis hypoleucos), pescăruș albastru (Alcedo atthis), fâsă-de-câmp (Anthus campestris), lăstunul mare (Apus apus), șorecarul comun (Buteo buteo), ciocârlie-cu-degete-scurte (Calandrella brachydactyla), fugaci de țărm (Calidris alpina), fugaci roșcat (Calidris ferruginea), fugaci mic (Calidris minuta), bătăuș (Calidris pugnax), fugaci pitic (Calidris temminckii), caprimulg (Caprimulgus europaeus), prundăraș de sărătură (Charadrius alexandrinus), prundaș gulerat mare (Charadrius hiaticula), chirighiță-cu-aripi-albe (Chlidonias leucopterus), șerpar (Circaetus gallicus), erete vânăt (Circus cyaneus), prepeliță (Coturnix coturnix), cristeiul de câmp (Crex crex), lăstun de casă (Delichon urbicum), egretă mică (Egretta garzetta), presură de grădină (Emberiza hortulana), Falco eleonorae, șoim călător (Falco peregrinus), becațină comună (Gallinago gallinago), rândunică (Hirundo rustica), Hydrocoloeus minutus, stârc pitic (Ixobrychus minutus), capîntortură (Jynx torquilla), sfrâncioc roșiatic (Lanius collurio), sfrânciocul cu frunte neagră (Lanius minor), pescăruș râzător (Larus ridibundus), ciocârlie de pădure (Lullula arborea), prigoare (Merops apiaster), codobatura galbenă (Motacilla flava), Numenius arquata arquata, stârc de noapte (Nycticorax nycticorax), grangur (Oriolus oriolus), vrabie negricioasă (Passer hispaniolensis), viespar (Pernis apivorus), Phalacrocorax aristotelis desmarestii, corcodel-cu-gât-negru (Podiceps nigricollis), cresteț pestriț (Porzana porzana), lăstun de mal (Riparia riparia), chiră de baltă (Sterna hirundo), chiră mică (Sternula albifrons), turturică (Streptopelia turtur), Tachymarptis melba, fluierar negru (Tringa erythropus), fluierar de mlaștină (Tringa glareola), fluierar de lac (Tringa stagnatilis), fluierarul cu picioare roșii (Tringa totanus), Zapornia parva.
Pe lângă speciile protejate, pe teritoriul sitului au mai fost identificate 3 specii de păsări.